# MF-70
MF-70 je motorový žací stroj, někdy označovaný jako malotraktor, původně vyráběný v 60. a 70. letech 20. století západoněmeckým podnikem Gutbrod, v licenci v Československu podnikem Agrozet Jičín k. p., lidově nazývaný „eMeFka“ nebo „Jičínka“.

## Popis
Nemá diferenciál, kola jsou spojená na pevno. Řídí se prokluzem jednoho z kol. Lze k němu připojit kolovou dvojmontáž, lištovou sekačku, obraceč sena, pluh na sníh, sněžnou frézu, návěs s nosností 350 kg aj. Je také opatřen zásuvkou 6V pro osvětlení návěsu. Později byl vyráběn souběžně s Terrou (také původně od firmy Gutbrod), se kterou sdílel mnoho příslušenství. Dá se také startovat pomocí rezervního startéru.[zdroj?]

### Technické údaje
- Pohon: jednoválcový dvoutaktní zážehový motor JIKOV, ředění oleje a benzínu 1:40[2]
- Typ: 1 Z 22
- Výkon: 5,1 kW = cca 7 k
- Otáčky: 4500/min
- Hmotnost: 180 kg
- Převodovka: 3rychlostní se dvěma rychlostmi vpřed a jednou vzad